# C. V. Raman

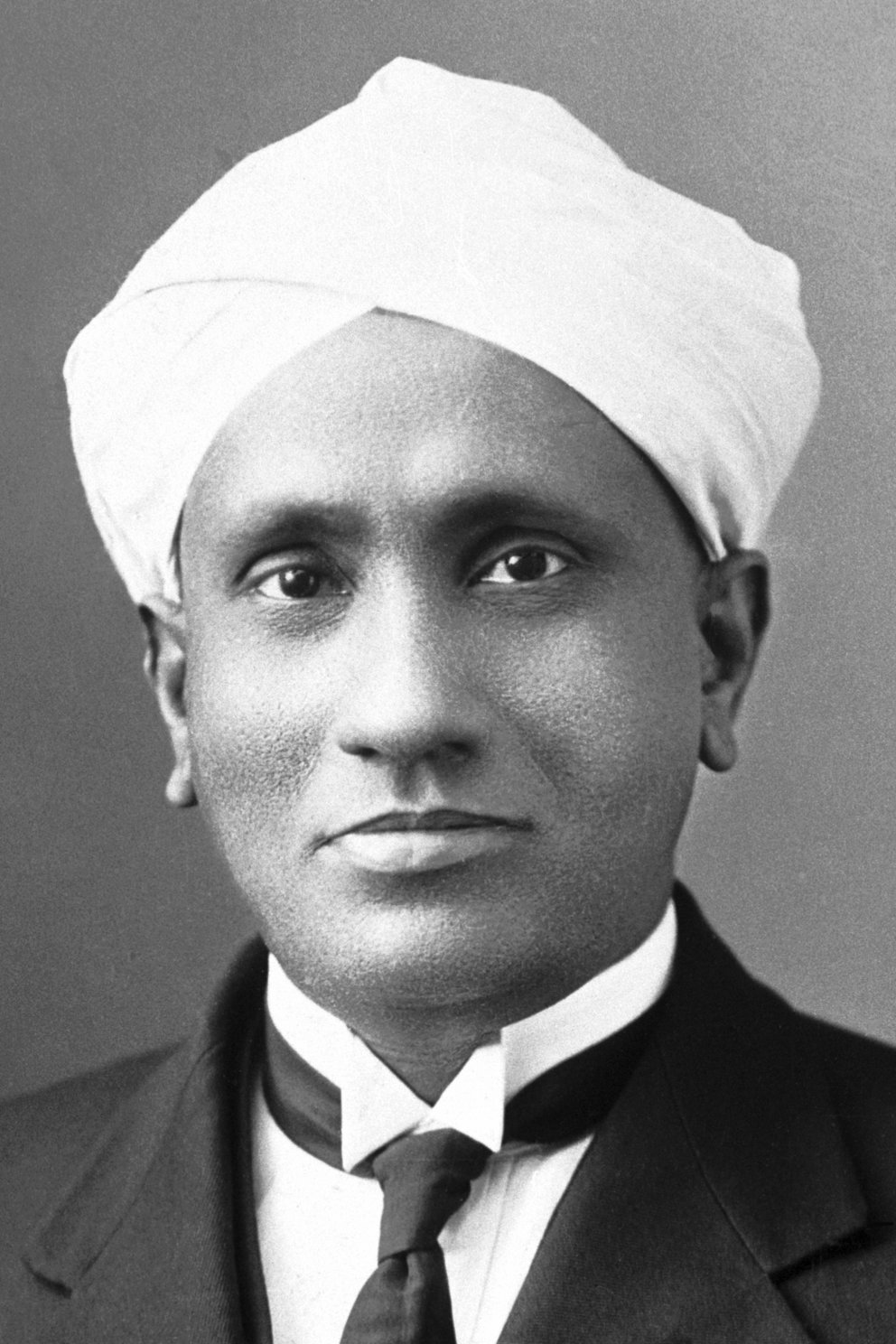
C. V. Raman

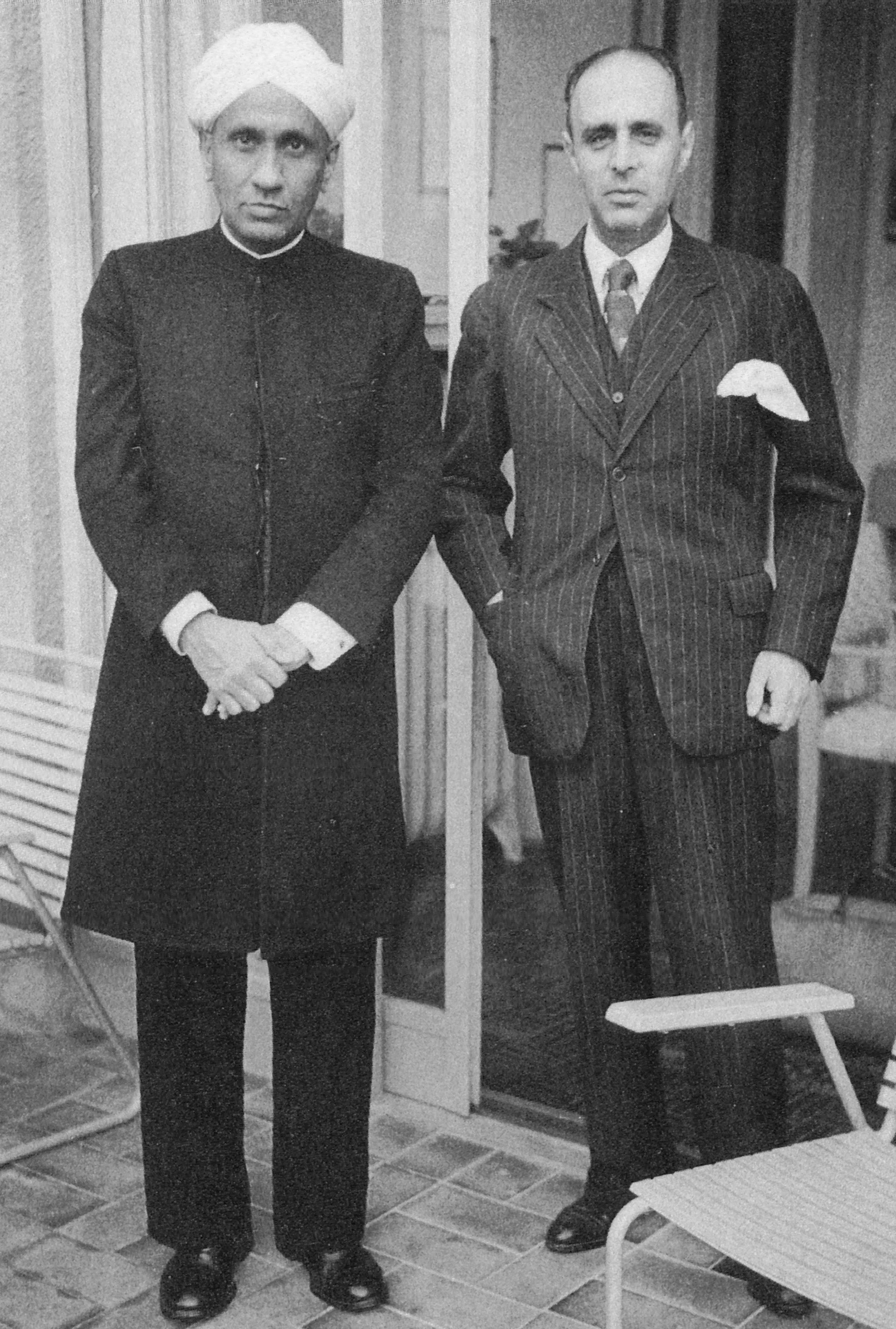
C. V. Raman mit Richard Bär

Sir C. V. Raman (Chandrasekhara Venkata Raman; Tamil ச. வெ. இராமன்; [ˈrɑːmən]; * 7. November 1888 in Tiruchirappalli; † 21. November 1970 in Bangalore) war ein indischer Physiker und Nobelpreisträger.

## Leben
C. V. Raman wurde am 7. November 1888 als Sohn eines Mathematik- und Physikdozenten in Tiruchirappalli (Trichinopoly) in Südindien geboren. Er besuchte ab 1902 das Presidency College in Chennai (Madras), wo er 1904 seinen B.A. und 1907 den M.A. erhielt. Da zu dieser Zeit ungünstige Voraussetzungen für eine akademische Karriere vorlagen, nahm er eine Stelle beim indischen Finanzministerium an – er fand jedoch Möglichkeiten, in seiner spärlichen Freizeit seine experimentelle Forschung im Laboratorium der indischen Gesellschaft zur Förderung der Wissenschaften in Kalkutta (Kolkata) fortzusetzen. 1917 wurde ihm der neu geschaffene Palit Chair für Physik an der University of Calcutta angeboten, den er annahm. Er wechselte 1933 als Professor an das indische Institut der Wissenschaften in Bangalore und war nach 1948 Direktor des Raman-Instituts für Forschung, das er selbst aufbaute und betreute.
Raman begründete 1926 das Indian Journal of Physics und förderte den Aufbau einer indischen Akademie der Wissenschaften, der er als Gründungspräsident vorstand.
Raman starb am 21. November 1970 in Bangalore. Sein Neffe Subrahmanyan Chandrasekhar wurde 1983 mit dem Nobelpreis für Physik ausgezeichnet. An seinem Institut arbeiteten zeitweise auch S. Pancharatnam und Sivaramakrishna Chandrasekhar, die ebenfalls mit ihm verwandt waren.

## Werk
Raman ist vor allem für die experimentelle Entdeckung der fünf Jahre zuvor  von Adolf Smekal vorausgesagten Ramanstreuung (inelastische Streuung des Lichtes; auch Smekal-Raman-Effekt) im Jahre 1928 bekannt. Die elastische Streuung hingegen wird als Rayleigh-Streuung bezeichnet. Das daraus abgeleitete Verfahren der Ramanspektroskopie ist eine der wichtigsten Untersuchungsmethoden der Molekül- und Festkörperphysik bzw. eine wichtige Methode der Materialcharakterisierung. Weitere Forschungsarbeiten betreffen die Modellierung der Viskosität von Flüssigkeiten.

## Auszeichnungen
- 1929 Ritterschlag
- 1930 Nobelpreis für Physik „für seine Arbeiten über die Diffusion des Lichtes und die Entdeckung des nach ihm benannten Effekts“
- 1930 Hughes-Medaille
- 1954 Bharat Ratna, höchster ziviler Verdienstorden Indiens
- 1957 Lenin-Friedenspreis
- 1976 wurde der Mondkrater Raman nach ihm benannt.
- 2003 wurde der Asteroid (55753) Raman nach ihm benannt.[2]